# Big Ben
Tháp Elizabeth (tên cũ là Tháp đồng hồ của cung điện Westminster hay thường gọi là Big Ben) là một cấu trúc tháp đồng hồ ở mặt Đông-Bắc của công trình Nhà quốc hội ở Westminster, thủ đô Luân Đôn, nước Anh. Về mặt kỹ thuật, Big Ben là tên của quả chuông lớn nhất bên trong tháp đồng hồ, nặng 13,7 tấn, trong năm cái chuông điểm mỗi 15 phút một lần đặt bên trong tháp. Tháp đồng hồ còn bị gọi nhầm là tháp St. Stephen.
Vào ngày diễu binh mừng 60 năm trị vì của Nữ hoàng Elizabeth II, Quốc hội Anh đã tuyên bố tháp Big Ben sẽ được đổi tên thành Tháp Elizabeth kể từ ngày 4 tháng 6 năm 2012.
Tòa tháp là một biểu tượng văn hóa nước Anh được công nhận trên toàn thế giới, biểu tượng cho sự ổn định, an ninh và dân chủ. Đây là một trong những biểu tượng nổi bật nhất của Vương quốc Anh và dân chủ nghị viện, và tòa tháp thường được sử dụng trong các cảnh quay tại Luân Đôn. Tháp đồng hồ là một phần của tòa nhà được xếp hạng I từ năm 1970 và là Di sản Thế giới của UNESCO từ năm 1987.

## Cấu trúc

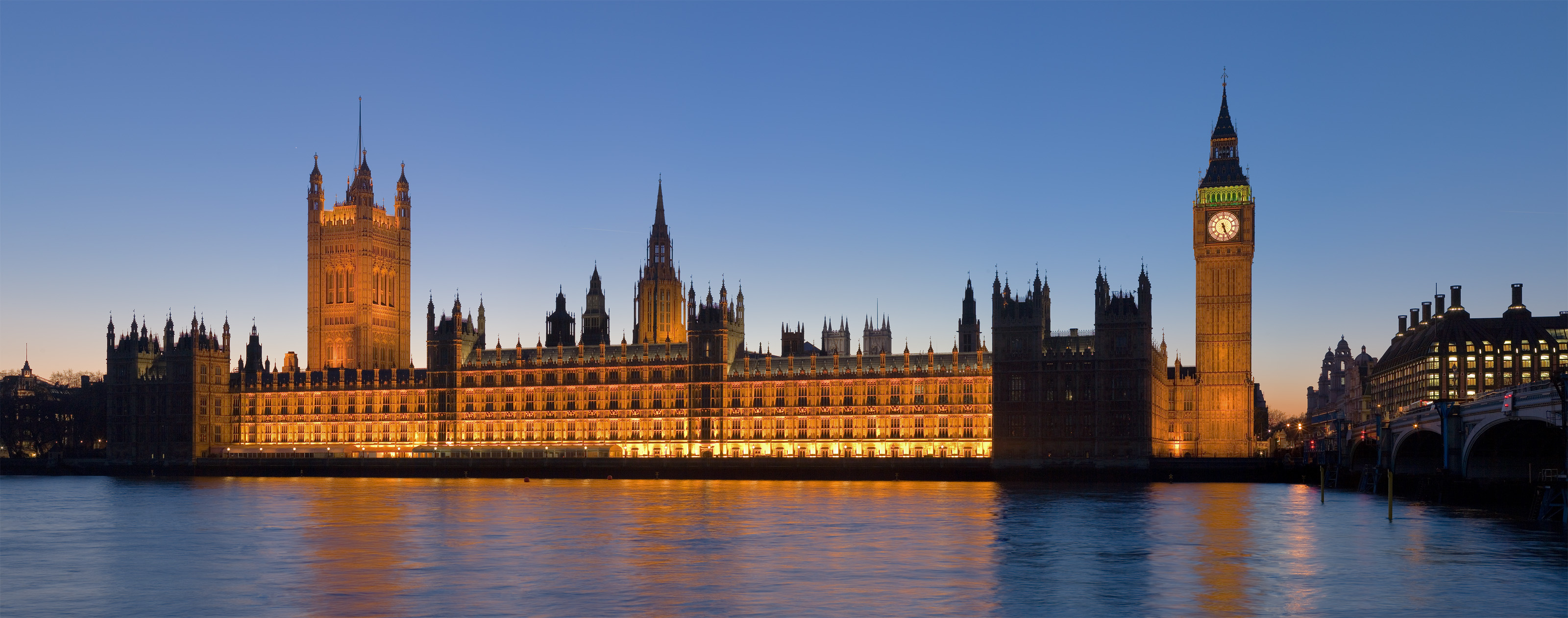
Cung điện Westminster, Tháp Big Ben và cầu Westminster.

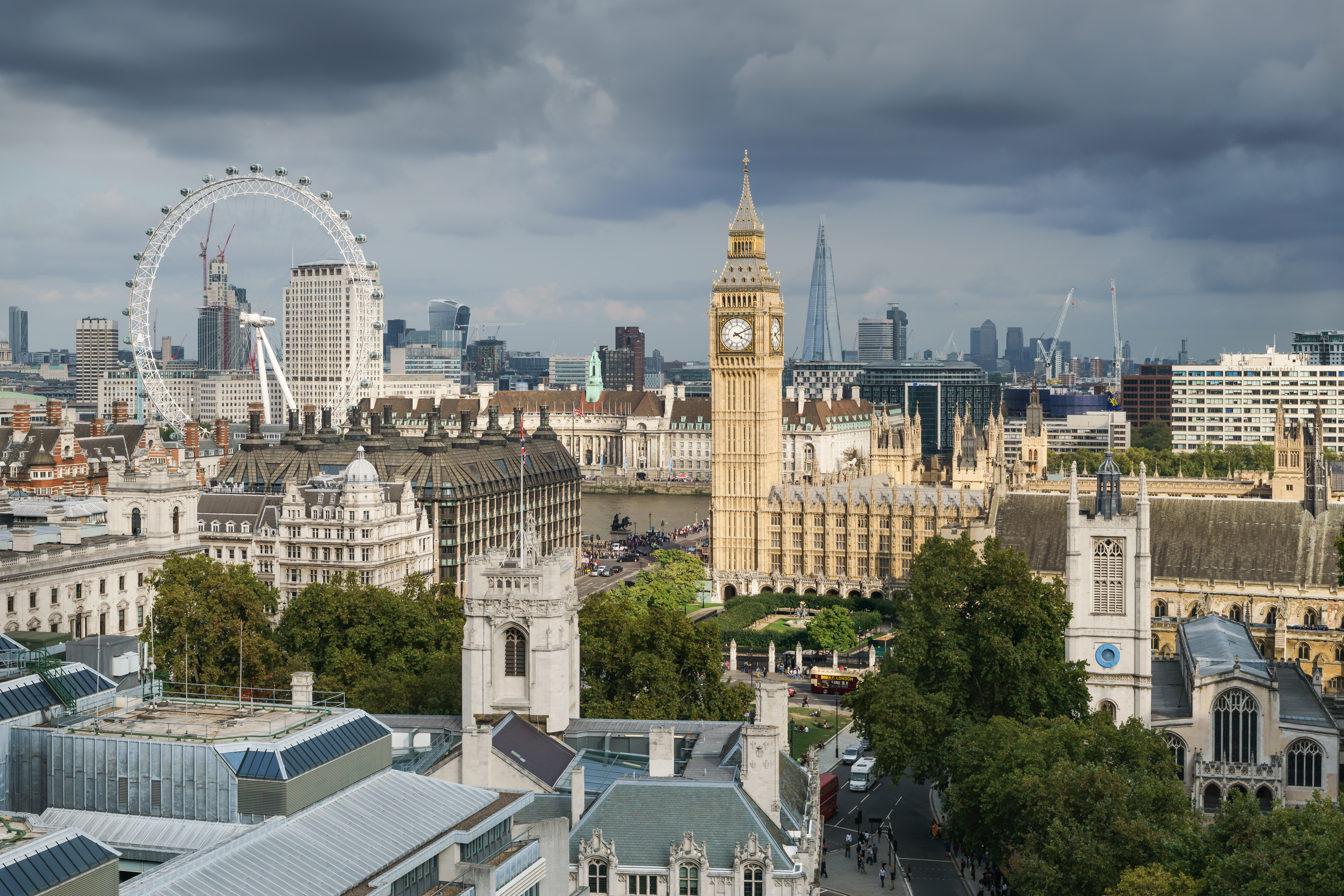
Đường chân trời ở Luân Đôn và cảnh quang xung quanh tháp Big Ben

Tháp Big Ben là một phần của thiết kế của Charles Barry cho một tòa lâu đài mới, sau khi Cung điện Westminster bị hỏa hoạn phá hủy đêm 16 tháng 10 năm 1834. Tháp được thiết kế theo phong cách Victorian Gothic và cao 96,3 m.
Thiết kế 61 m đầu tiên của kết cấu là tháp đồng hồ, bao gồm gạch xây phủ đá; phần còn lại chiều cao của tháp là cơ cấu hình chóp bằng gang. Móng rộng 15 x 15 m, bê tông dày 3 m, sâu 7 m dưới đất. Trọng lượng tháp 9553 tấn. Bốn mặt đồng hồ cao 55 m trên mặt đất. Do điều kiện nền đất kể từ khi được xây dựng đến nay, tháp hơi nghiêng về phía Tây-Bắc, khoảng 220 mm. Do hiệu ứng nhiệt, tháp lắc lư hướng Đông-Tây một chút hàng năm.

## Chiếc đồng hồ khổng lồ
Bốn mặt đồng hồ to lớn đủ để tháp Big Ben từng nổi tiếng với cái tên "Chiếc đồng hồ bốn mặt lớn nhất thế giới". Nhưng đó đã là quá khứ. Kỷ lục của chiếc đồng hồ lừng danh này đã bị một chiếc đồng hồ khác vượt qua, đó là chiếc tháp đồng hồ Allen-Bradley ở Milwaukee, Wisconsin. Thế nhưng chiếc đồng hồ Allen-Bradley cuối cùng lại không được người xây dựng lắp cho quả chuông nào, vì vậy, tới hiện tại, Big Ben vẫn được gọi là "chiếc đồng hồ bốn mặt có chuông lớn nhất thế giới". Hệ thống máy móc của tháp đồng hồ Big Ben đã được hoàn thành từ năm 1854 nhưng tòa tháp lại được hoàn thành sau đó 4 năm (năm 1858).

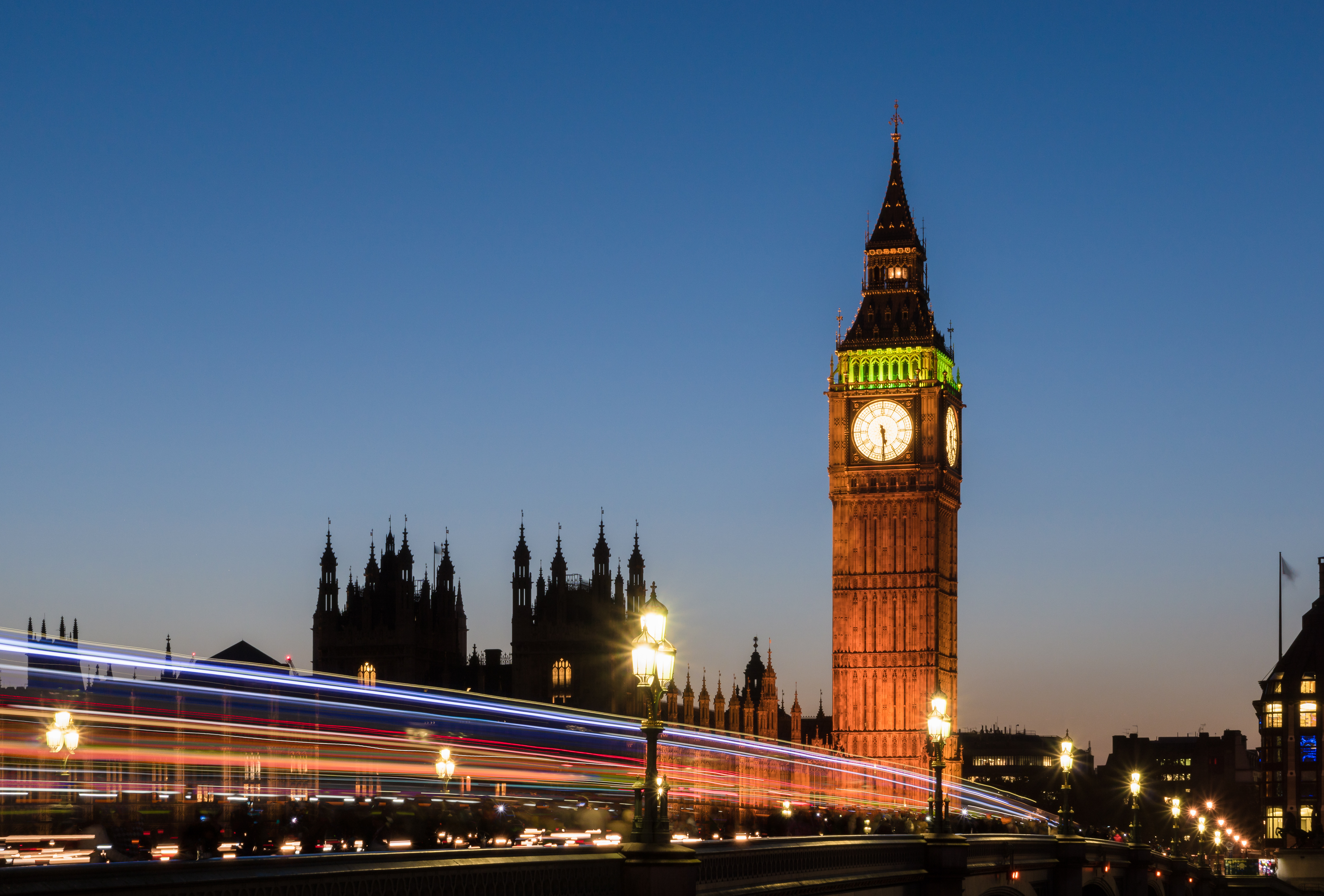
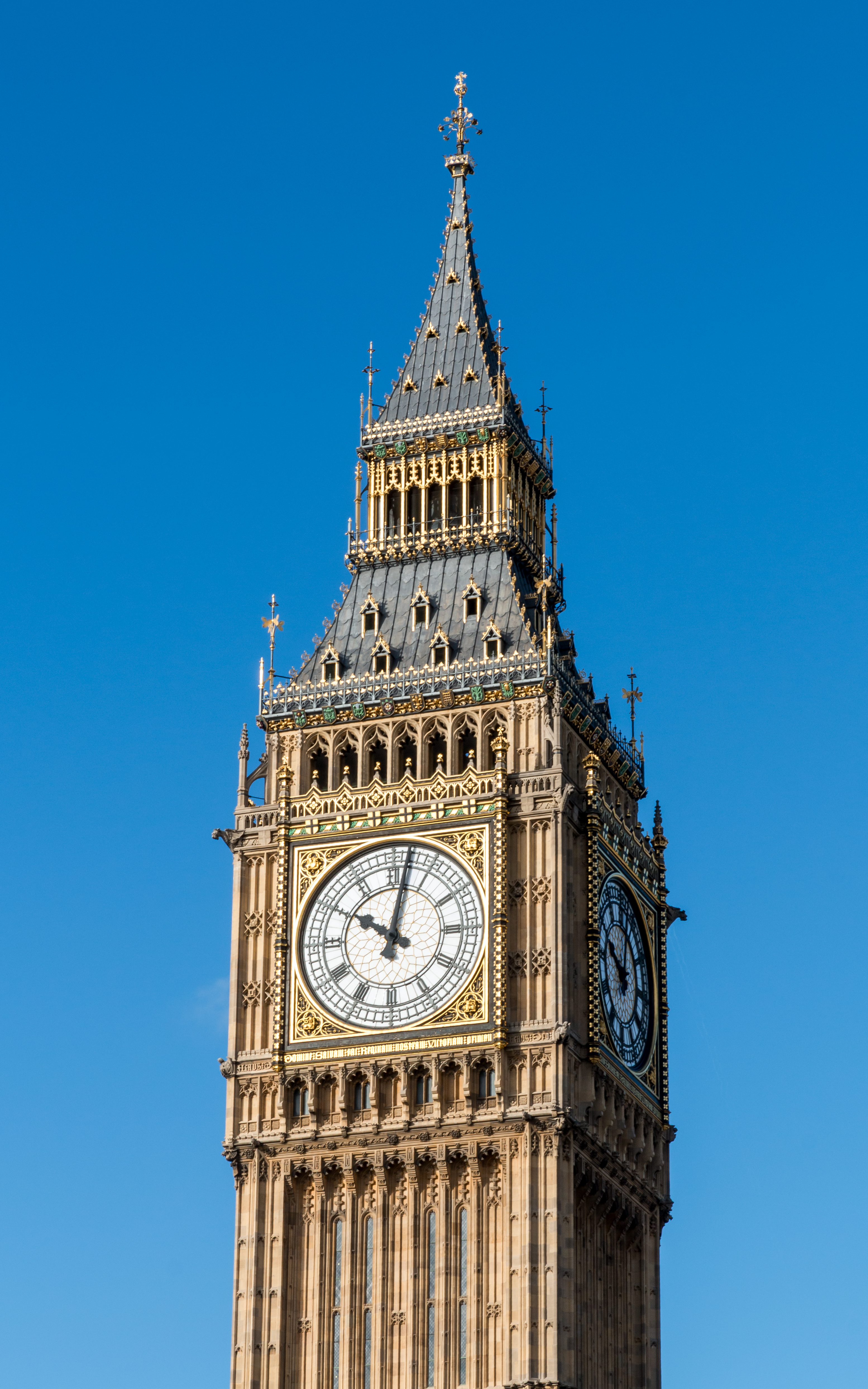
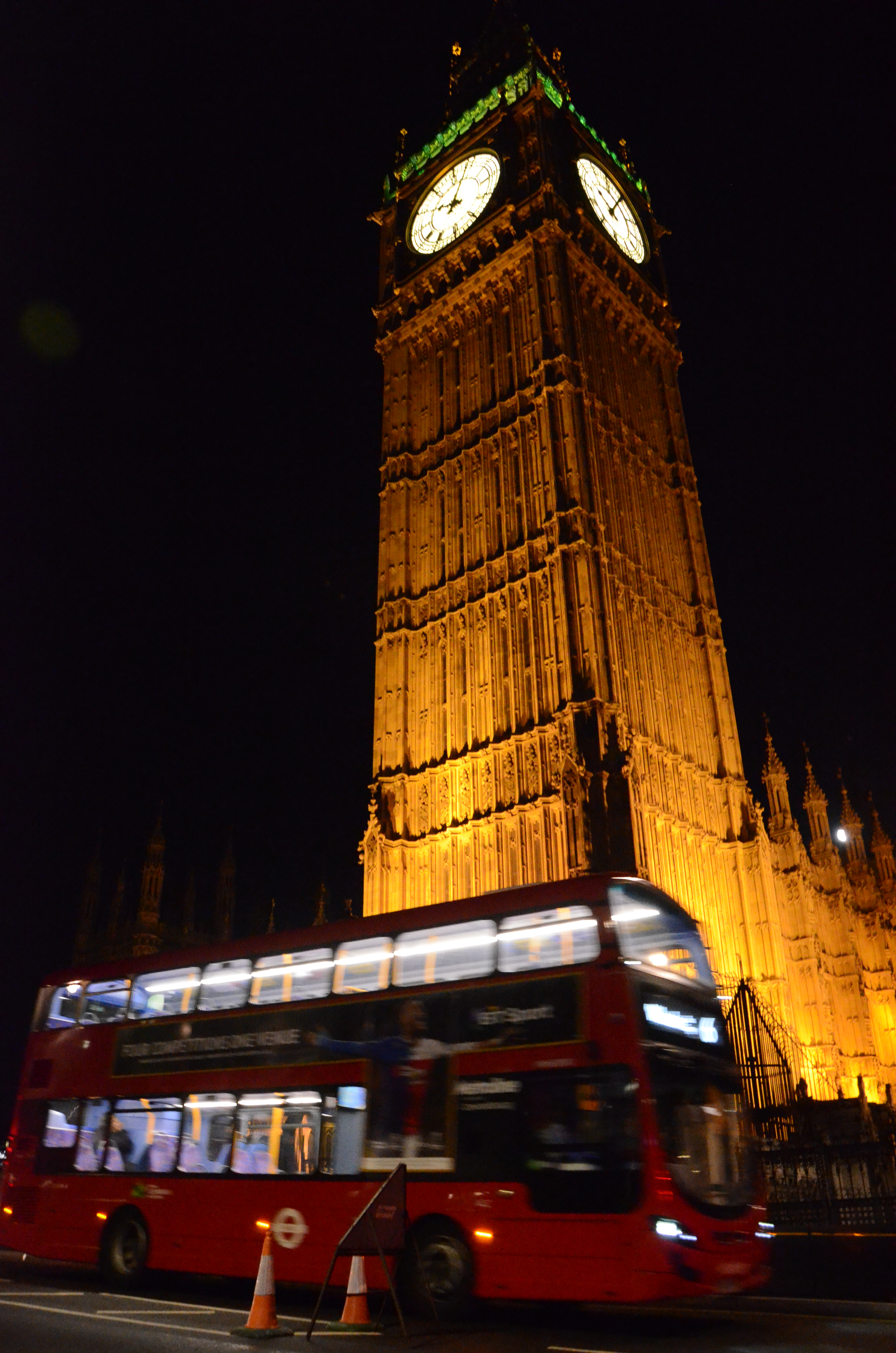
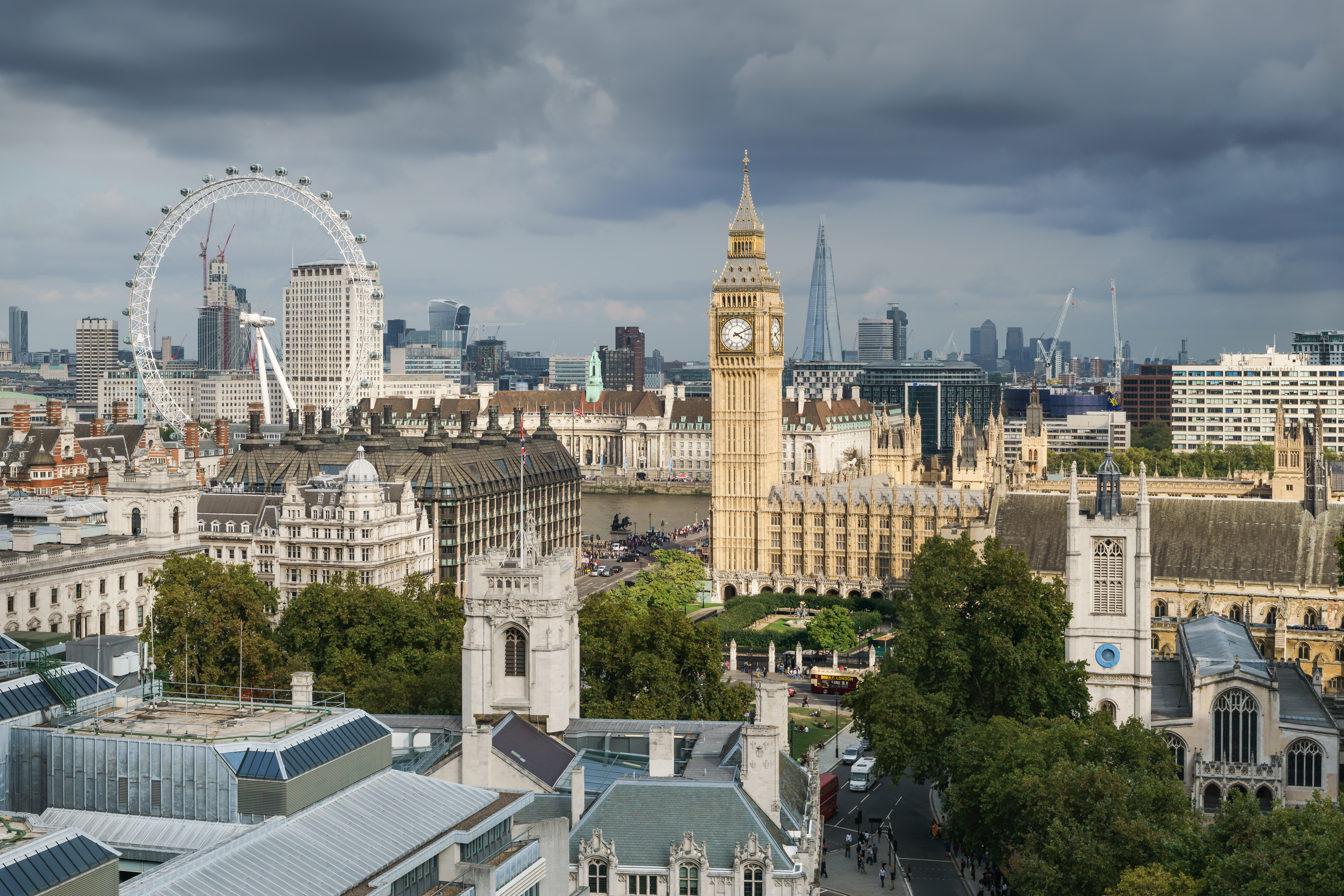

Chiếc đồng hồ và cấu trúc mặt số của nó được Augustus Pugin thiết kế. Mỗi mặt của chiếc đồng hồ được đặt vào trong một khối đá hình vuông có cạnh là 21 feet hay 7 m, cùng với 312 miếng kính trắng, gần giống như kiểu các ô cửa sổ bằng kính có khắc những bức tranh ở nhà thờ Anh thời đó. Chiếc kim phút dài 4,3 m, được chế tạo bằng đồng; trong khi chiếc kim giờ dài 2,74 m và được chế tạo bằng hợp kim chuyên dùng để đúc súng. Xung quanh mặt đồng hồ được khắc những đường viền tạo thành một chiếc khung. Cạnh dưới của khung ở mỗi mặt đồng hồ có khắc dòng chữ Latinh: "DOMINE SALVAM FAC REGINAM NOSTRAM VICTORIAM PRIMAM" có nghĩa là: "Xin chúa hãy bảo vệ cho Victoria của Anh của chúng con".
Khi toà tháp hoàn thành, bốn mặt đồng hồ mang màu nguyên bản là vàng và xanh phổ (sơn trên mặt số và kim đồng hồ). Tuy nhiên, vào những năm 1930, khi sửa chữa những thiệt hại do Thế chiến I gây ra, cùng với sương mù và khói bụi dày đặc ảnh hưởng lên các mặt đồng hồ nên chúng đã được sơn thành màu đen và vàng mà chúng ta thấy những năm gần đây để tiết kiệm chi phí lau chùi và bảo trì.
Hệ thống máy móc của đồng hồ nổi tiếng với độ chính xác cao (sai số ±2 giây/tuần). Các nhà thiết kế là luật sư và thợ làm đồng hồ nghiệp dư Edmund Beckett Denison, và George Airy, nhà thiên văn học Hoàng gia. Việc lắp đặt cỗ máy được giao cho thợ đồng hồ Edward John Dent, và sau khi ông qua đời năm 1853, con trai ông là Frederick Dent đã hoàn thành công việc vào năm 1854. Cỗ máy đồng hồ sử dụng cơ chế tương tự như những chiếc đồng hồ quả lắc hiện nay, với chu kì dao động 2 giây/lần và đổ chuông mỗi 15 phút. Mỗi khi đồng hồ chạy nhanh hay chậm hơn so với bình thường, người ta sẽ đặt những đồng xu cổ lên con lắc (mỗi đồng xu sẽ làm cho đồng hồ chạy nhanh hơn 0,4 giây sau 24 giờ) để giữ cho đồng hồ luôn chạy chính xác. Cứ 3 lần/tuần, những người trông coi sẽ đến kiểm tra và lên dây cho cỗ máy. Tuy nhiên, năm 2015, Big Ben được phát hiện chạy nhanh 7 giây. Các nhà khoa học cho rằng đó có thể là ảnh hưởng của thời tiết, nhưng cũng có người cho rằng cỗ máy hoạt động đến nay cũng đã lâu nên việc đồng hồ hoạt động giảm chính xác cũng là điều khó tránh khỏi.
Chiếc đồng hồ bắt đầu được mở cửa cho khách tham quan lần đầu tiên từ ngày 7 tháng 9 năm 1859. Trong suốt Thế chiến II, cung điện Westminster đã bị trúng bom do người Đức oanh tạc, phá hủy nhà khách của cung điện và gây hư hại tới mặt phía Tây và phía Nam của chiếc đồng hồ.
Ngoài ra, do khói bụi ô nhiễm cùng với điều kiện thời tiết khắc nghiệt, cứ 5 năm một lần, tháp đồng hồ lại dừng hoạt động (ngừng đổ chuông và các kim chỉ hướng 12 giờ) để các công nhân treo mình làm vệ sinh trên bốn mặt đồng hồ (kéo dài một tuần).

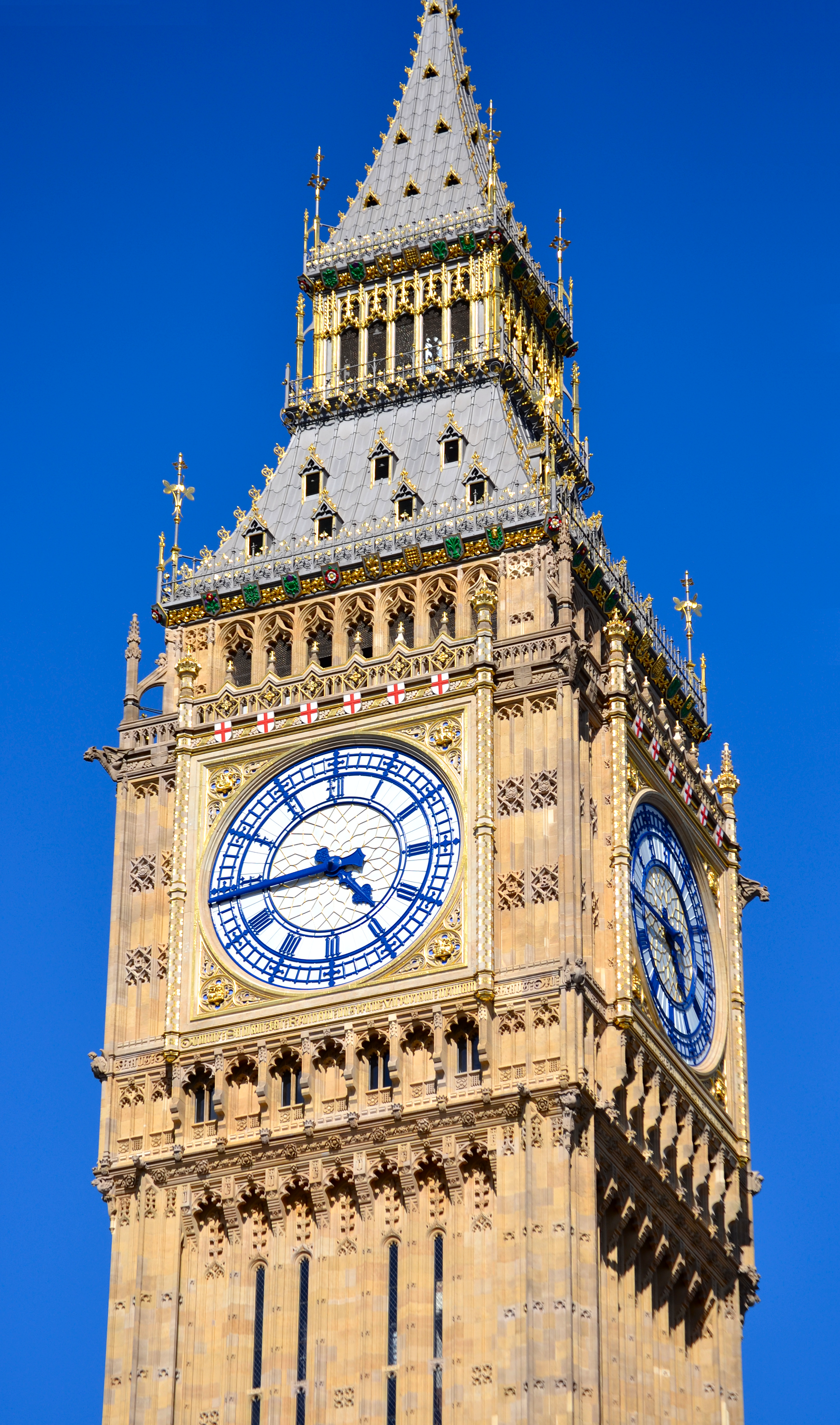
Mặt số đồng hồ được phục hồi về màu nguyên bản sau khi trùng tu

## Đại cuộc trùng tu
Vào ngày 21 tháng 8 năm 2017, tháp đồng hồ Big Ben điểm chuông lần cuối (vào đúng 12 giờ trưa) đánh dấu sự bắt đầu cho một cuộc bảo dưỡng lớn nhất kể từ khi Big Ben đi vào hoạt động. Tháp đồng hồ sẽ được sửa chữa, thay thế và tân trang tỉ mỉ từng chi tiết từng bánh răng, quả lắc, những búa gõ vào quả chuông, hệ thống đá điêu khắc, các chi tiết trang trí, đèn Ayrton (được thắp sáng khi Quốc hội Anh họp vào buổi tối),... Vì vậy cỗ máy đồng hồ sẽ bị tháo rời lần đầu tiên trong vòng 158 năm. Bốn mặt đồng hồ và các cây kim sẽ được sơn lại màu nguyên bản ban đầu là vàng và xanh phổ, cùng với 324 miếng kính mới hoàn toàn (12 miếng kính được phát hiện khi các công nhân tháo rời kim đồng hồ). Hệ thống đèn chiếu sáng tháp đồng hồ sẽ thay thế bằng đèn LED tiết kiệm điện và có thể đổi màu. Tháp đồng hồ lần đầu tiên sẽ được lắp đặt thang máy song song với thang bộ 334 bậc từ chân tháp đến nơi đặt các quả chuông, nhưng chỉ sử dụng trong trường hợp khẩn cấp.
Ngoài ra, một mặt đồng hồ sẽ vẫn báo giờ trong im lặng bằng mô tơ điện tạm thời để người dân và khách du lịch vẫn còn nhìn thấy hình dáng của tháp đồng hồ. Dù các quả chuông không bị di dời, nhưng hầu hết thời gian chúng sẽ im lặng để bảo vệ thính lực cho các công nhân sửa chữa. Big Ben sẽ chỉ điểm chuông vào các dịp đặc biệt như đêm Giao thừa hay ngày kỉ niệm Kết thúc Thế chiến I (11/11). Công tác sửa chữa dự kiến hoàn tất vào cuối năm 2021, tuy nhiên do ảnh hưởng của dịch bệnh COVID-19 nên việc sửa chữa tháp đồng hồ đã kéo dài đến giữa năm 2022.

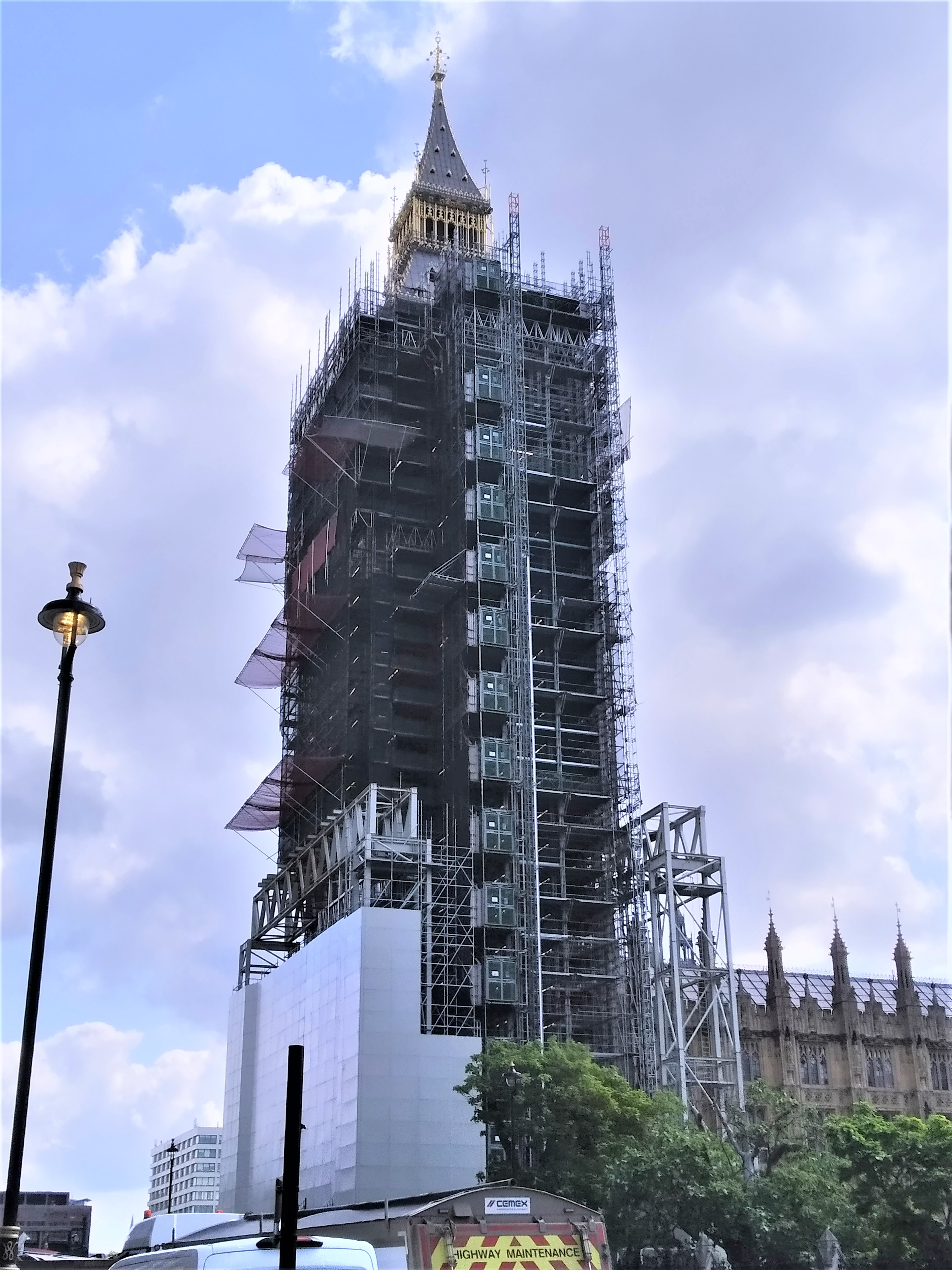
Hệ thống giàn giáo bao quanh tháp Big Ben

Dự án tu sửa tháp đồng hồ Big Ben ban đầu được cho đã tốn 29 triệu Bảng Anh, rồi bị đội giá tới 61,1 triệu Bảng Anh. Tuy nhiên, sau khi giàn giáo đã được đưa lên, các nhà chức trách mới có thể tính toán hết được những thiệt hại của tháp đồng hồ trong Thế chiến II, và để đưa tháp đồng hồ trở lại vẻ lộng lẫy như khi mới xây dựng thì con số cho chi phí đã lên đến 79,7 triệu Bảng Anh.